# Vanghea Mihanj-Steryu
Vanghea Mihanj-Steryu (n. 10 noiembrie 1950, Dolean, Macedonia) este o poetă, prozatoare, traducătoare, pictoriță, realizatoare de film și actriță aromână din Macedonia.

## Biografie
A studiat în Macedonia și Serbia.
În perioada 1969-1970 a lucrat pentru parlamentul Comunitãții Shtip-Macedonia. În 1970 s-a mutat la Skopje și a lucrat la Filarmonica de Stat în perioada 1974-1992.  
A organizat expoziții de cărți (Poets shi operi) scrise de autori aromâni din Macedonia în perioada 2000-2006. Din 1993 este artist independent.
Criticul literar Hristu Cândroveanu a spus despre ea că este o poetă „de un talent indiscutabil” din spațiul aromânilor, care „dintre toate populațiunile românești așezate de-a dreapta Dunării... care și-a păstrat pînă azi numele etnic în legătură cu originea lor”.

## Poezie
A debutat în poezie în 1975 și a publicat peste 30 de volume de poezie și proză.
- Lilici (puizii)
- Scânteaua (puizii shi prozâ ti fichurits)
- Vreari fârâ mardzinâ (puizii)
- Steaua di cuibari (puizii ti fichurits)
- Vârdzâ pi suflit (puizii)
- Ocljul-a suflitului (puizii)
- Tser fârâ steali (puizii)
- Calea câtrâ lunjinâ (puizii)

### Editor de antologii de poezie aromână
A editat mai multe volume de poezie aromână:
- Giurdani di scânteali;
- Mutritlu a poetslor, vol. 1-2;
- Meri dianili a poetslor;
- Panorama-a poetslor;
- Boatsea-a poetslor Njic Antologlii di poets românj dit Rumânia pi limba aromânâ shi machedonâ.

## Proză
Cele mai cunoscute romane sunt: Chindișiti nirach, Mushatili Aromâni, vol 1-2, Casi fârâ pârneatzi, și Steali di mârdzeali.

## Proză scurtă
Este autoarea volumului de proză scurtă pentru copii Tser fãrã steali.  

## Traducere
A tradus 15 cărți din limba română în aromână. 

## Pictură
A organizat mai multe expoziții ale pictorilor aromâni, români, albanezi, și macedoneni în periodada 2000-2006.

## Film
A realizat primul film despre aromâni, Cu dor di armâna mea, în regia bulgarului Costea Bicov.

## Teatru
Este autoarea primei piese de teatru, scrisă în aromână, Lali Nida s-an puliseasthti cu andrihashtjâly, din Macedonia. A fost pusă în scenă de Toma Enache cu actori români.

## Societatea Femeilor Aromâne
A fondat "Societate Femeilor Aromâne" din Macedonia în 1994 și revista acesteia "Armânâ machedonâ" în 1966.

A înființat revista pentru copii "Lândunicâ".

## Premii
A luat mai multe premii, printre care cele mai importante: Premiul "Lucian Blaga" în cadrul Festivalului de Poezie "Lucian Blaga",
Sebeș-Alba, 2004, Premiul „Mihai Eminescu”, Chișinău, Premiul Salonului Internațional de Carte Românească de la Iași.